# Postcards From the Boys
Postcards From the Boys é um livro de Ringo Starr lançado em 2004. Possui reproduções de cartões postais enviados para Starr pelos outros três membros dos Beatles, juntamente com seus comentários. Os cartões postais vão de meados dos anos 1960 até os anos 1990.
A primeira impressão foi uma edição limitada de 2,5 mil exemplares comprados por colecionadores, com recursos destinados à caridade.
De acordo com uma resenha do jornal inglês The Guardian, os cartões são de interesse cultural pop "não menos pelo vislumbre que oferecem de cada um dos personagens dos Beatles. Paul é o mais informativo, George o mais oblíquo, Lennon o mais sarcástico e surreal". Uma resenha do jornal The New York Times afirmou: "Os cartões postais do livro são muitas vezes divertidos, às vezes tocantes e ocasionalmente banais. Mas, em seu capricho, eles oferecem um olhar fresco e sem filtragem sobre os acontecimentos dos Beatles no auge de sua popularidade e além."